# Analog Devices
Analog Devices, Inc., conosciuta come ADI, è una multinazionale statunitense che produce semiconduttori, specializzata nel trattamento e la conversione di segnali, con base a Norwood, Massachusetts. Nel 2012, secondo gli analisti di Databeans, Analog Devices dominava il mercato mondiale dei convertitori con una quota di mercato del 48,5%.
La compagnia è leader nella produzione di circuiti integrati analogici, digitali e misti, utilizzati nelle apparecchiature elettroniche. Queste tecnologie sono utilizzate per processare, condizionare e convertire in segnali elettrici fenomeni naturali quali la luce, il suono, la temperatura, il movimento e la pressione.
Analog Devices ha circa 60,000 clienti in tutto il mondo. La compagnia serve clienti nei seguenti settori: comunicazioni, computer, industriali, strumentazioni, militare e aerospaziale, automobilistico e elettronica di consumo di alta qualità.